# De Bellinga's: Huis op stelten
De Bellinga's: Huis op stelten is een Nederlandse film uit 2022 van Armando de Boer. De film draait om de Youtube-familie De Bellinga's.

## Verhaal
De familie Bellinga wint een wedstrijd de grappigste vlogger van het jaar. De prijs is een weekendje weg voor twee personen en een gouden beker. Met enige tegenzin besluiten vader en moeder Bellinga toch te gaan, zonder de kinderen. Ze laten de kinderen achter met buurvrouw Bets als oppas. Bram en Sam, twee vloggers die aan dezelfde wedstrijd hebben meegedaan, willen gaan inbreken om de gouden beker te stelen. Ze hebben echter er niet op gerekend dat de kinderen thuis zijn en hen in de gaten hebben.

## Rolverdeling
| Acteur           | Personage         | Opmerking |
| ---------------- | ----------------- | --------- |
| Luan Bellinga    | Luan              | Hoofdrol  |
| Lucilla Bellinga | Lucilla           | Hoofdrol  |
| Luxy Bellinga    | Luxy              |           |
| Lucius Bellinga  | Lucius            |           |
| Fara Bellinga    | Fara              | Hoofdrol  |
| Daniël Bellinga  | Daniël            | Hoofdrol  |
| Hetty Heyting    | Buuf Bets         |           |
| Rienus Krul      | Bram              |           |
| Rian Gerritsen   | Sam               |           |
| André Dongelmans | Yani              |           |
| Henny Huisman    | Henny Huisman     |           |
| Anne Appelo      | Presentatrice     |           |
| Michael de Roos  | Gevangenbewaarder |           |

## Achtergrond
De film ging op 3 augustus 2022 in première. Een maand later, op 3 september 2022, werd de film bekroond met de Gouden Film voor het behalen van 100.000 bezoekers.